# Благодать (деревня)
Благодать — деревня в Вышневолоцком городском округе Тверской области.

## География
Находится в центральной части Тверской области на расстоянии приблизительно 28 км по прямой на восток-северо-восток от города Вышний Волочёк у реки Волчица.

## История
В 1859 году здесь (деревня Вышневолоцкого уезда) было учтено 11 дворов. До 2019 года входила в состав ныне упразднённого Овсищенского сельского поселения Вышневолоцкого муниципального района.

## Население
Численность населения составляла 75 человек (1859 год), 3 (русские 100 %) в 2002 году, 1 в 2010.